# Sri-lankische Cricket-Nationalmannschaft in Simbabwe in der Saison 2008/09
Die Tour der sri-lankischen Cricket-Nationalmannschaft nach Simbabwe in der Saison 2008/09 fand vom 13. bis zum 30. November 2008 statt. Die internationale Cricket-Tour war Teil der internationalen Cricket-Saison 2008/09 und umfasste fünf ODIs. Sri Lanka gewann die ODI-Serie 5-0.

## Vorgeschichte
Beide Mannschaften bestritten zuvor ein Viernationenturnier in Kanada. Das letzte Aufeinandertreffen der beiden Mannschaften bei einer Tour fand in der Saison 2004 in Simbabwe statt.

## Stadion
Das folgende Stadion wurde für die Serie ausgewählt.
| Stadion            | Stadt  | Kapazität | Spiele      |
| ------------------ | ------ | --------- | ----------- |
| Harare Sports Club | Harare | 10.000    | 1. – 5. ODI |

## Kader
Sri Lanka benannte seinen Kader am 23. Oktober 2008. Simbabwe benannte seinen Kader am 19. November 2008.
| ODI | ODI |
| Simbabwe | Sri Lanka |
| --- | --- |
| - Prosper Utseya (K) - Chamu Chibhabha - Elton Chigumbura - Keith Dabengwa - Timycen Maruma - Hamilton Masakadza - Shingi Masakadza - Stuart Matsikenyeri - Chris Mpofu - Tawanda Mupariwa - Ray Price - Ed Rainsford - Vusi Sibanda - Tatenda Taibu (wk) | - Mahela Jayawardene (K) - Dilhara Fernando - Thilina Kandamby - Chamara Kapugedera - Nuwan Kulasekara - Farveez Maharoof - Angelo Mathews - Ajantha Mendis - Jehan Mubarak - Muttiah Muralitharan - Dhammika Prasad - Kumar Sangakkara (wk) - Upul Tharanga - Thilan Thushara - Mahela Udawatte |

## Tour Matches
| 12. – 15. November Scorecard | Bulawayo | Zimbabwe Select XI 159 (53.3) & 238-5 (61) | – | Sri Lankans 567-4d (151) |
|                              |          | Remis                                      |   |                          |

| 17. November Scorecard | Bulawayo | Sri Lankans 235 (48.1) | – | Simbabwe A |
|                        |          | No Result              |   |            |

## One-Day Internationals in Harare

### Erstes ODI
| 20. November Scorecard | Harare | Simbabwe 127 (31)               | – | Sri Lanka 130-4 (33.2) |
|                        |        | Sri Lanka gewinnt mit 6 Wickets |   |                        |

### Zweites ODI
| 22. November Scorecard | Harare | Simbabwe 67 (31)                | – | Sri Lanka 68-1 (17.4) |
|                        |        | Sri Lanka gewinnt mit 9 Wickets |   |                       |

### Drittes ODI
| 24. November Scorecard | Harare | Sri Lanka 171-7 (28/28)      | – | Simbabwe 166-7 (28/28) |
|                        |        | Sri Lanka gewinnt mit 5 Runs |   |                        |

### Viertes ODI
| 28. November Scorecard | Harare | Simbabwe 146 (46.3)             | – | Sri Lanka 150-8 (47.3) |
|                        |        | Sri Lanka gewinnt mit 2 Wickets |   |                        |

### Fünftes ODI
| 30. November Scorecard | Harare | Sri Lanka 152 (48.5)          | – | Simbabwe 133 (44) |
|                        |        | Sri Lanka gewinnt mit 19 Runs |   |                   |

## Statistiken
Die folgenden Cricketstatistiken wurden bei dieser Tour erzielt.
| ODIs                 | ODIs       | ODIs    | ODIs    | ODIs    | ODIs    | ODIs    | ODIs    | ODIs    |
| Batting              | Batting    | Batting | Batting | Batting | Batting | Batting | Batting | Batting |
| Spieler              | Mannschaft | Spiele  | Innings | Runs    | Average | HS      | 100s    | 50s     |
| -------------------- | ---------- | ------- | ------- | ------- | ------- | ------- | ------- | ------- |
| Kumar Sangakkara     | Sri Lanka  | 5       | 5       | 182     | 60,66   | 57      | 0       | 1       |
| Hamilton Masakadza   | Simbabwe   | 5       | 5       | 133     | 26,60   | 77      | 0       | 1       |
| Tatenda Taibu        | Simbabwe   | 5       | 5       | 100     | 25,00   | 36*     | 0       | 0       |
| Jehan Mubarak        | Sri Lanka  | 5       | 4       | 98      | 49,00   | 60*     | 0       | 1       |
| Upul Tharanga        | Sri Lanka  | 5       | 5       | 78      | 19,50   | 29      | 0       | 0       |
| Bowling              |            |         |         |         |         |         |         |         |
| Spieler              | Mannschaft | Spiele  | Overs   | Wickets | Average | BBI     | 5W      | 10W     |
| Ajantha Mendis       | Sri Lanka  | 5       | 36      | 15      | 8,60    | 6/29    | 1       | 0       |
| Muttiah Muralitharan | Sri Lanka  | 4       | 23      | 11      | 5,81    | 5/29    | 1       | 0       |
| Tawanda Mupariwa     | Simbabwe   | 5       | 36      | 10      | 13,60   | 4/39    | 0       | 0       |
| Elton Chigumbura     | Simbabwe   | 5       | 25.3    | 7       | 19,00   | 3/35    | 0       | 0       |
| Nuwan Kulasekara     | Sri Lanka  | 4       | 29      | 6       | 13,50   | 3/14    | 0       | 0       |
| Thilan Thushara      | Sri Lanka  | 4       | 26.3    | 6       | 14,83   | 2/13    | 0       | 0       |

## Player of the Series
Als Player of the Series wurden die folgenden Spieler ausgezeichnet.
| Serie | Player of the Series |
| ----- | -------------------- |
| ODI   | Ajantha Mendis       |

### Player of the Match
Als Player of the Match wurden die folgenden Spieler ausgezeichnet.
| Spiel  | Player of the Match  |
| ------ | -------------------- |
| 1. ODI | Muttiah Muralitharan |
| 2. ODI | Ajantha Mendis       |
| 3. ODI | Hamilton Masakadza   |
| 4. ODI | Ajantha Mendis       |
| 5. ODI | Muttiah Muralitharan |